# Châlonvillars
Châlonvillars is een gemeente in het Franse departement Haute-Saône (regio Bourgogne-Franche-Comté). De plaats maakt deel uit van het arrondissement Lure. Châlonvillars telde op 1 januari 2022 1.253 inwoners.
De plaats behoorde tijdens het ancien régime toe aan de abdij van Lure.

## Geografie
De oppervlakte van Châlonvillars bedroeg op 1 januari 2022 7,6 vierkante kilometer; de bevolkingsdichtheid was toen 164,9 inwoners per km².

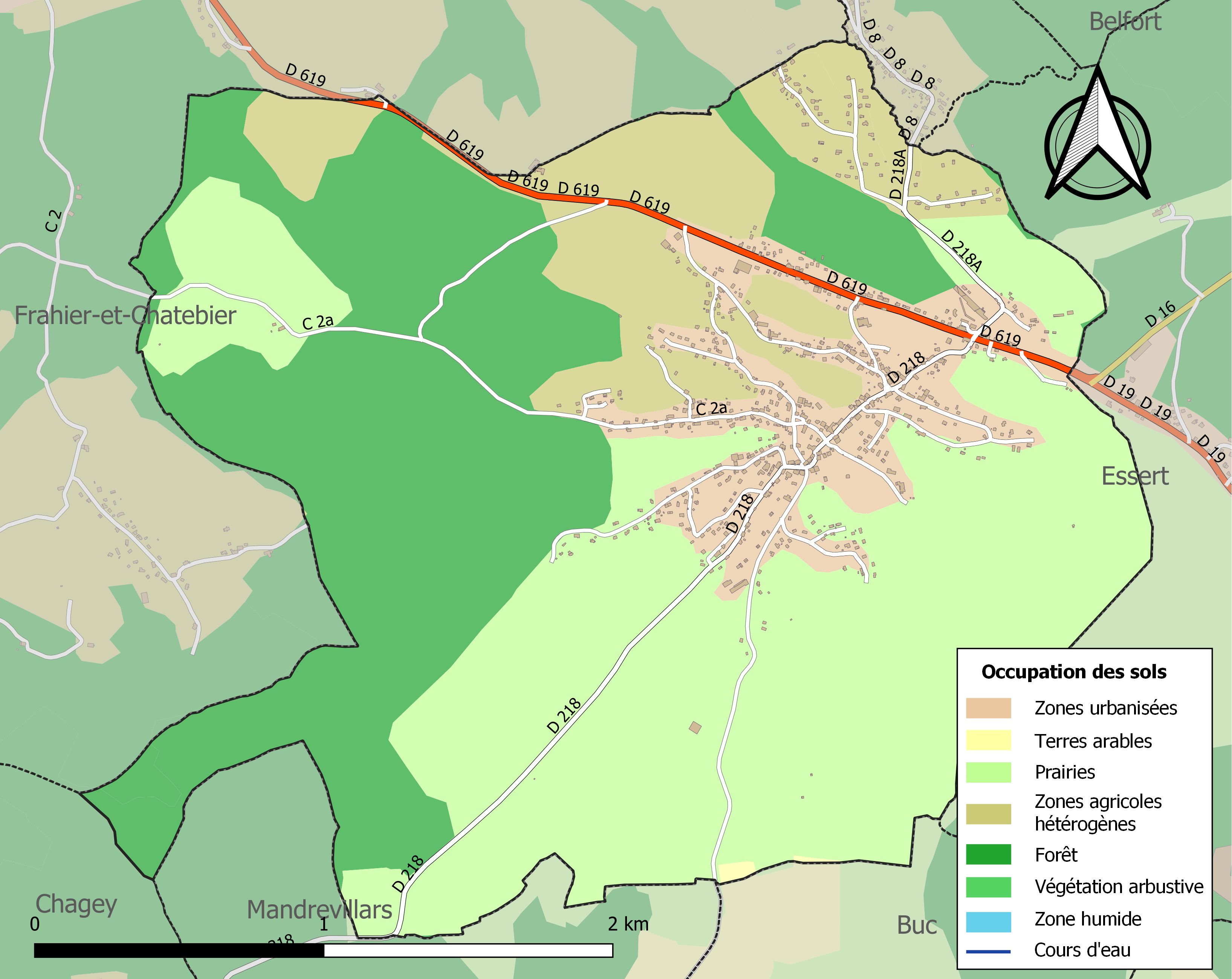
Kaart van de gemeente met de belangrijkste infrastructuur, bodemgebruik en omliggende gemeenten

## Demografie
Onderstaande figuur toont het verloop van het inwonertal (bron: INSEE-tellingen).